# Коронида (дочь Флегия)
Корони́да (др.-греч. Κορωνίς) — персонаж древнегреческой мифологии, возлюбленная Аполлона и мать бога врачевания Асклепия. Согласно классической версии мифа, забеременев от бога, Коронида изменила ему с обычным смертным Исхием, и Аполлон в ярости поразил её стрелами. На погребальном костре Аполлон достал ребёнка из чрева убитой и отдал его на обучение кентавру Хирону. Отец Корониды Флегий, чтобы отомстить за неё, сжёг храм Аполлона и за это тоже был убит. Героини с тем же именем и отчасти схожими судьбами фигурируют в ряде античных текстов (это одна из кормилиц Диониса, мать харит, две девушки с одним прозвищем, пожертвовавшие собой ради избавления Беотии от эпидемии). В науке существует мнение, что изначально это был единый персонаж.

## В мифологии

### Происхождение
Отцом Корониды подавляющее большинство античных источников называет орхоменского царя Флегия (в альтернативных версиях фигурируют Азан, сын Аркада, эпонима Аркадии, и Лапиф, сын Аполлона). Все они, кроме одного, умалчивают о супруге Флегия. Только Исилл в пеане, посвящённом Аполлону и Асклепию, говорит, что женой Флегия и матерью Корониды была некая Клеофема, дочь Малоса и музы любовных песен Эрато. Ещё в этом пеане говорится, что изначально девочку назвали Эглой, но позже, видя её красоту, прозвали Коронидой (Κορωνίς). Это слово похоже на греческие обозначения «вороны» или «изогнутой» вещи. Фраза из античного источника может подчёркивать либо черноту волос, либо изогнутые линии фигуры. При этом в целом значение имени остаётся неясным.
Данные источников о том, где жила Коронида, разнятся. Её называют уроженкой Лакереи, Ларисы, или других мест в Фессалии, Эпидавра в Арголиде или Мессении.

### Коронида и Аполлон

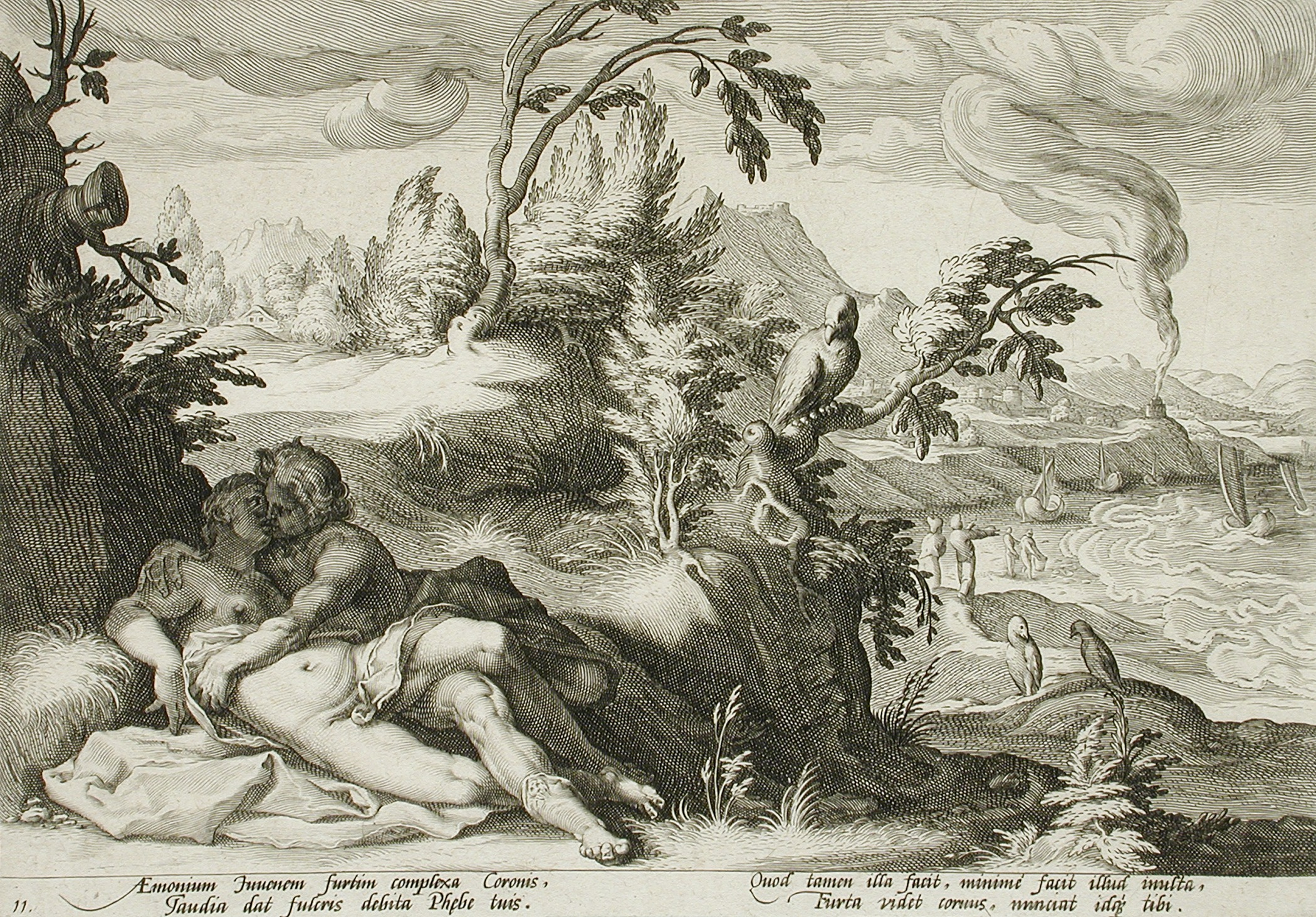
«Аполлон и Коронида». Гравюра Хендрика Гольциуса. После 1590 года

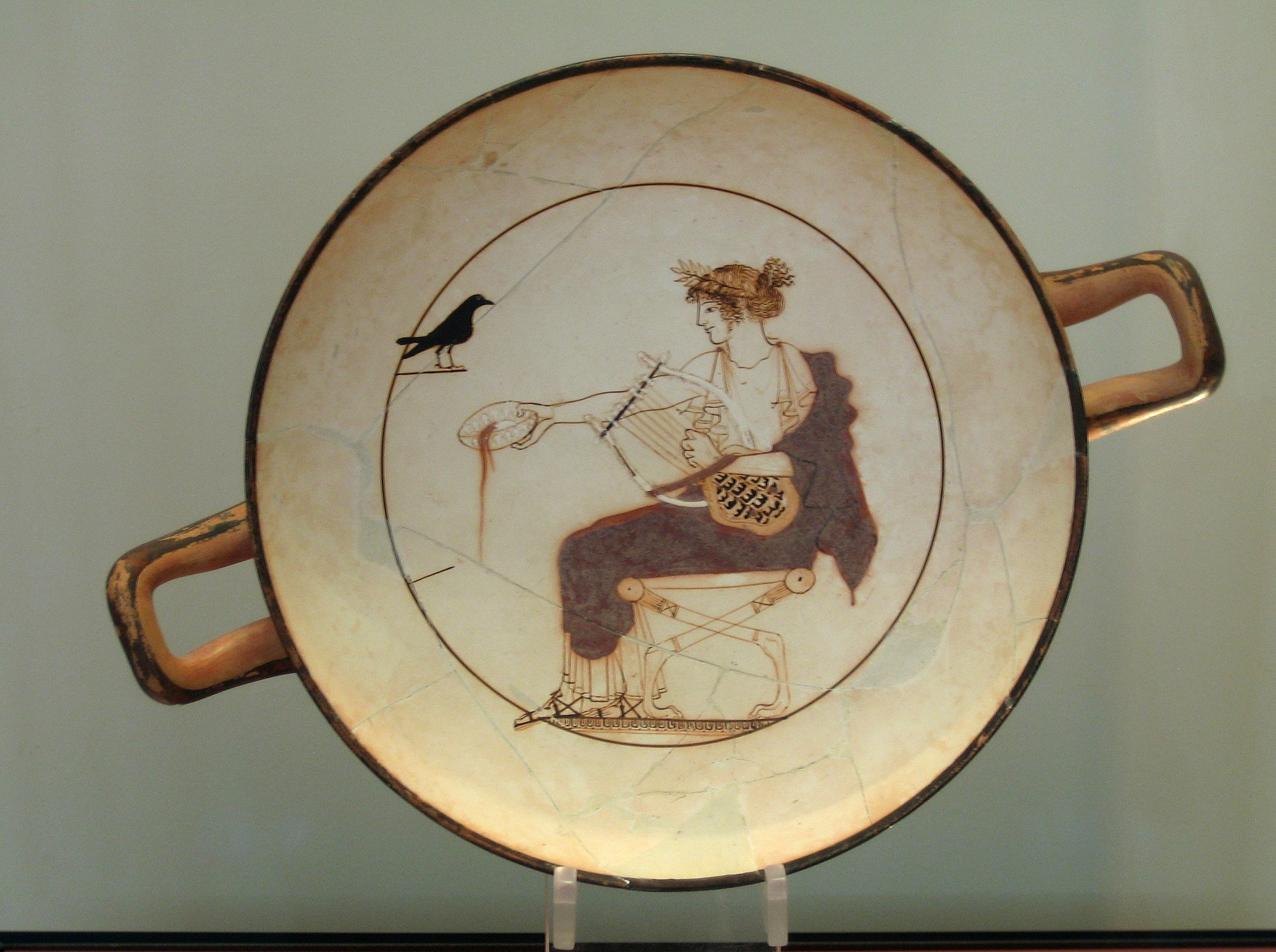
Блюдо 480—470 гг. до н. э. на котором ворон рассказывает Аполлону об измене Корониды. Вазопись по белому фону. Дельфы, археологический музей

Большинство источников называет Корониду возлюбленной Аполлона и матерью бога медицины и врачевания Асклепия. Впрочем, согласно некоторым мифам, Асклепий был сыном Арсинои, дочери Левкиппа, и обе версии имели своих сторонников. Их сравнение содержится в схолиях к Пиндару и у Павсания. Так, согласно одному поверию, некий Аполлофан специально отправился в Дельфы и спросил у Аполлона, не является ли Асклепий сыном Арсинои и соответственно мессенцем по происхождению. Пифия, которая, как считалось, передавала слова бога, ответила: «Радость великую всем приносишь ты смертным, Асклепий, / Ты, что мне Флегия дочь родила, сочетавшись любовью, / Вечно желанная мне Коронис, в Эпидавре гористом».
Согласно эпидаврским сказаниям, отец Корониды Флегий был наиболее воинственным человеком своего времени: его жизнь проходила в постоянных грабежах и походах. Он взял дочь с собой в путешествие на Пелопоннес, предпринятое, чтобы узнать, насколько готов этот регион отражать набеги. Коронида скрыла от отца, что беременна. Она родила сына в области Эпидавра на горе Миртион и оставила его там.
По другой, более драматичной, версии Коронида, забеременев от Аполлона, изменила ему со смертным по имени Исхий (в альтернативных версиях — Альционей либо Лик), поскольку боялась, что бог её рано или поздно бросит. Псевдо-Аполлодор подчёркивает, что Флегий был против связи с Исхием, но дочь ослушалась отца. Ворон, который по приказу Аполлона сторожил Корониду, рассказал своему господину о том, что случилось. Тот, придя в ярость, поразил Корониду стрелами. На погребальном костре Аполлон вынул из чрева Корониды Асклепия и передал его на воспитание кентавру Хирону. Ворону, который ожидал награды, Аполлон запретил находиться среди белых птиц и из белого превратил в чёрного. В других версиях Корониду убивает сестра Аполлона Артемида, а ребёнка из чрева мёртвой матери достаёт Гермес. В отместку за смерть дочери Флегий сжёг храм Аполлона, за что и был убит богами.
Этот миф в различных вариациях изложен Псевдо-Аполлодором, Гигином, Гесиодом, Ферекидом и Овидием.

## В изобразительном искусстве и астрономии

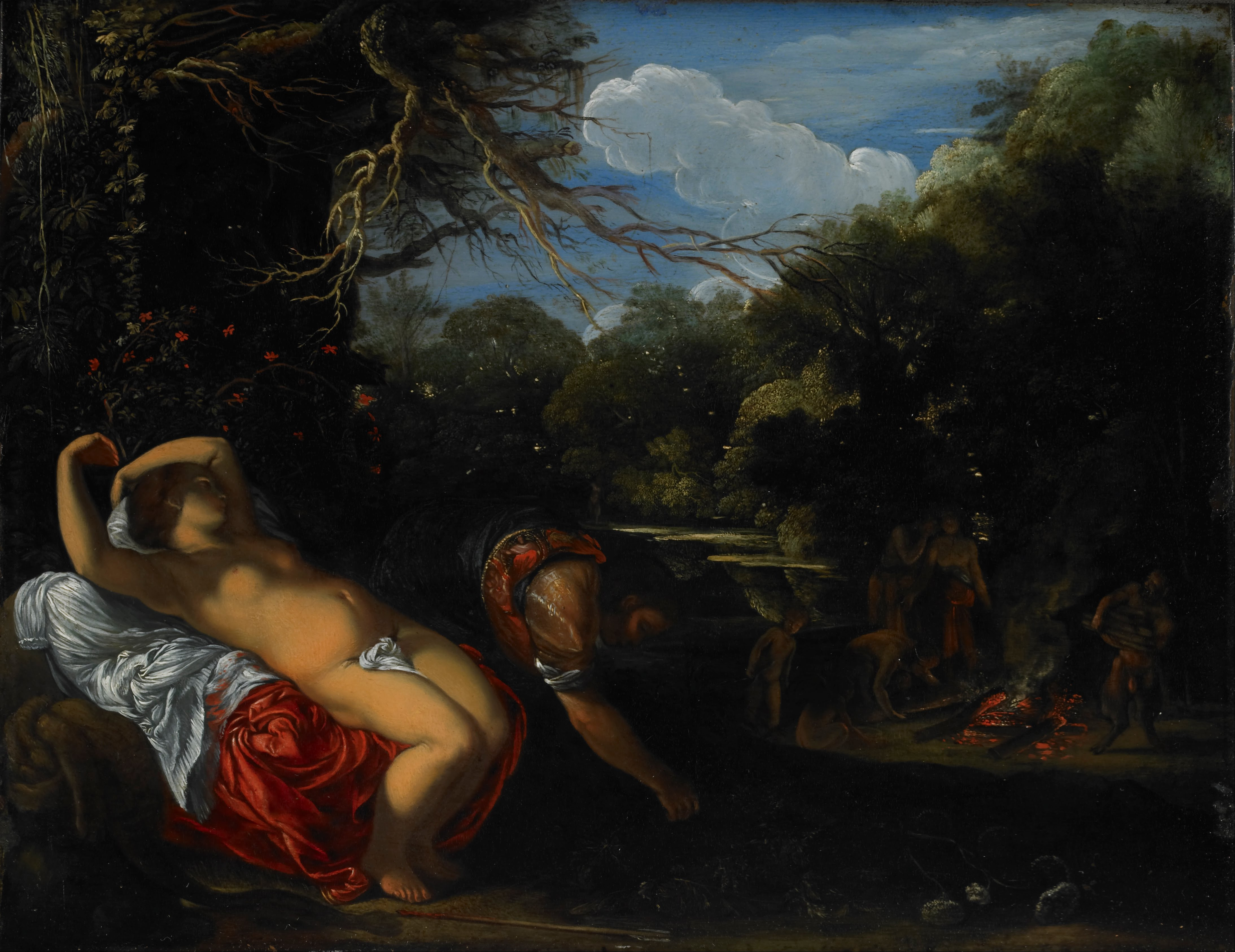
«Аполлон и Коронида». Адам Эльсхаймер 1605—1608. Галерея искусств Уолкера, Ливерпуль

Корониду в античной Элладе почитали в качестве матери Асклепия. Согласно Павсанию, её деревянная статуя стояла в асклепионе Сикиона. Во время жертвоприношений Асклепию эту статую переносили в храм Афины, где и совершали соответствующие ритуалы в её честь. Из древнегреческих ваз известно как минимум о двух с Коронидой; на одной она изображена с отцом Флегием, на другой — с любовником Исхием. Изображения матери Асклепия появлялись и на монетах — в частности пергамских.
В европейской живописи миф о любви и гибели Корониды от стрел Аполлона пользовался популярностью в XVI—XVII веках. К нему обращались нидерландский художник и гравёр Хендрик Гольциус, итальянский художник Доменикино, немецкий живописец Адам Эльсхаймер и другие. При этом главным героем таких изображений был, как правило, Аполлон.
Древние греки видели в созвездии Ворона птицу, которая очернила Корониду перед Аполлоном. Имя Корониды получил астероид главного пояса, открытый 4 января 1876 года Виктором Кнорре в Берлинской обсерватории. При этом в астрономической литературе не детализируется, в честь какой из мифологических Коронид назвали космическое тело.

## Связь с другими Коронидами
Антиковеды обратили внимание на определённые сходства в судьбе дочери Флегия и нескольких других персонажей по имени Коронида. В частности, это имя упоминается в контексте беотийских мифов, связанных с богом виноделия Дионисом. Коронидой звали одну из трёх кормилиц новорождённого бога, которую изнасиловал фракиец Бут. «Тяжко страдая из-за похищения и насилия», Коронида попросила Диониса о помощи, и тот наслал на Бута безумие; насильник прыгнул в колодец и погиб. Коронида упоминается в одной греческой надписи (CIL IV 8185 b) как спутница Тесея и у Нонна Панополитанского как возлюбленная Диониса, родившая трёх харит.
Имя Корониды упоминается и в «Метаморфозах» Антонина Либерала. Этот автор пишет, что Корониды — это две сестры, Метиоха и Мениппа, дочери Ориона, жившие в Беотии. Когда началась эпидемия чумы, Гортинский Аполлон изрёк, что для избавления от этого бедствия нужно умилостивить подземных богов добровольным самопожертвованием двух девушек. Метиоха и Мениппа, узнав об этом, принесли себя в жертву. Персефона и Аид над ними сжалились, тела девушек исчезли, а вместо них в небо поднялись две звезды. С тех пор в Беотии появился культ «девушек-Коронид». Эта версия мифа нашла отражение ещё в одном античном тексте — в «Метаморфозах» Овидия (XIII, 692—699). Там содержится только совсем короткий пересказ, включающий, правда, важную деталь: когда тела Коронид сожгли, из их пепла «изошли близнецы», которых назвали Коронами. Неясно, использовал ли Овидий в этом эпизоде старую литературно-мифологическую традицию или выдумал Коронов сам.
Существует мнение, что все или некоторые из этих Коронид изначально были единым персонажем, но позже мифологическая традиция разделилась на две основные ветви, связанные с Фессалией и Беотией. Аргументы в пользу этой гипотезы антиковеды видят в сходстве обстоятельств, при которых родились Асклепий и Дионис: оба были извлечены из объятого огнём тела матери, которую убил любовник-бог. Метиоха и Мениппа могли быть беременны на момент жертвоприношения, а их души, превратившиеся в звёзды, могли быть извлечены в изначальной версии мифа прямо из костра подобно тому, как Аполлон извлёк из пламени Асклепия. Вариант Овидия ещё больше схож с мифом о Корониде, дочери Флегия, из-за упоминания о рождении сыновей.
Согласно одной из версий, все упоминающиеся в античных текстах Корониды могли быть поздними ипостасями древнейшей фессалийской богини Корониды-Эглы.